# Comuna Vanjuliv, Lanivți
Vanjuliv (în ucraineană Ванжулів) este o comună în raionul Lanivți, regiunea Ternopil, Ucraina, formată din satele Mala Karnacivka și Vanjuliv (reședința).

## Demografie
Componența lingvistică a comunei Vanjuliv
     Ucraineană (99,56%)
     Alte limbi (0,44%)
Conform recensământului din 2001, majoritatea populației comunei Vanjuliv era vorbitoare de ucraineană (99,56%), existând în minoritate și vorbitori de alte limbi.